# بيان راتب
بيان الراتب أو كشف الراتب أو بيان المرتب أو كشف المرتب هو مستند يتسلمه الموظف يتضمن إما إشعارًا بأن معاملة الإيداع المباشر قد جرت أو مرفقة بـالراتب. كل دولة لديها قوانين بشأن ما يجب تضمينه في إيصال الدفع ، ولكن هذا يتضمن عادةً تفاصيل الأجور الإجمالية لفترة الدفع والضرائب وأي خصومات أخرى يتعين على صاحب العمل إجراؤها بموجب القانون بالإضافة إلى الخصومات الشخصية الأخرى مثل خطة التقاعد أو اشتراكات التقاعد أو التأمينات أو حجز مال المدين أو المساهمات الخيرية المأخوذة من المبلغ الإجمالي للوصول إلى المبلغ الصافي النهائي للأجر بما في ذلك إجماليات السنة حتى تاريخه في بعض الظروف.
أما صك الأجر أو صك الراتب أو الشيك الأجْريّ هو مستندٌ ورقي صادر عن ربّ العمل لدفع أجر الموظف مقابل الخدمات المقدمة. استبدل شيك الراتب المادي في الآونة الأخيرة بإيداعات إلكترونية مباشرة في الحساب المصرفي للموظف أو تحميله على بطاقة الرواتب. قد يستمر الموظفون في تلقي قسيمة دفع لإيضاح تفاصيل طريقة حساب مبلغ الدفعة النهائية.